# Mörttjärnen (Lima socken, Dalarna, 676927-135509)
Mörttjärnen är en sjö i Malung-Sälens kommun i Dalarna och ingår i Dalälvens huvudavrinningsområde.